# Clint Session
Clint Session (22 de setembro de 1984 em Pompano Beach, Flórida) é um ex jogador de futebol americano que atuava na posição de linebacker pelo na NFL.

## Carreira High School
Session estudou na Blanche Ely High School em sua cidade natal onde praticou futebol americano e atletismo. No futebol foram 4 anos e uma conquista do título da Florida State. Session também foi selecionado All-Broward County Athletic Association, outra seleção para o first team All-Broward County, nomeado também first team Class 5A All-Florida e também selecionado All-Southwest Region pela PrepStar.

## College Football
Clint Session foi para a University of Pittsburgh onde foi capitão do time e titular por dois anos do Pittsburgh Panthers. Session terminou sua carreira na universidade com 259 tackles, 2.5 sacks, sete fumbles forçados e 3 interceptações.

## NFL
Session foi selecionado pelo Indianapolis Colts na quarta rodada do Draft de 2007 da NFL como a escolha n° 136. Depois de passar sua primeira temporada como reserva, ele passou boa parte do seu segundo ano como titular onde atuando em 15 dos 16 jogos como linebacker para os Colts fazendo 94 tackles. Já na temporada de 2009, Session fez 103 tackles, a melhor marca da carreira.
Em sua carreira até agora, Session fez 291 tackles, 2,5 sacks além de 4 interceptações.